# Alfred Krygier
Alfred Krygier (ur. 15 stycznia 1887 w Krakowie, zm. 30 grudnia 1956 w Warszawie) – polski działacz socjalistyczny, poseł na Sejm Ustawodawczy (1947–1952).

## Życiorys
Ukończył studia prawnicze na Uniwersytecie Jagiellońskim, w rodzinnym mieście uzyskał również aplikację. W 1911 przystąpił do PPSD. W czasie I wojny światowej walczył w armii austriackiej, po czym przebywał w Wiedniu pracując w Towarzystwie Ubezpieczeniowym "Feniks". W 1920 powrócił do Polski, osiedlił się w Warszawie, gdzie uzyskał zatrudnienie w Towarzystwie Ubezpieczeniowym "Przyszłość" (w latach 1932–1936 sprawował funkcję dyrektora). Działał w PPS, uczestniczył w jej kongresach oraz ścisłym gronie decyzyjnym lewicowej frakcji (okres 1922–1924 spędził w ZSRR). W 1928 został wybrany zastępcą posła z okręgu Warszawa. Był aktywny w ruchu spółdzielczym, był również dziennikarzem: przez cztery lata pełnił obowiązki redaktora naczelnego "Przeglądu Ubezpieczeń Społecznych" (do 1930), pisywał do "Robotnika" i "Robotniczego Przeglądu Gospodarczego".
W czasie II wojny światowej działał w PPS–WRN, ukrywał się na Mazowszu poza granicami Warszawy. Był autorem druku propagandowego "Dwa totalizmy – dwaj wrogowie" wydanej przez BIP Komendy Głównej AK. Po zakończeniu wojny pracował m.in. w ZUS i PAN oraz był posłem na Sejm Ustawodawczy z ramienia Polskiej Partii Socjalistycznej. W 1948 przeszedł do PZPR, a po polskim październiku kierował komisją rehabilitacyjną badającą sprawę usunięcia części działaczy PPS z ruchu robotniczego w 1948.
Odznaczony Krzyżem Komandorskim Orderu Odrodzenia Polski (1949). Żonaty ze Stefanią Krygier (1895–1951) – lekarką i działaczką kobiecą PPS. Zostali pochowani na cmentarzu ewangelicko-augsburskim w Warszawie (aleja 47, grób 63/64/65).